# Furiosa: A Mad Max Saga
Furiosa: A Mad Max Saga è un film del 2024 co-prodotto, co-scritto e diretto da George Miller.
Quinto capitolo del franchise di Mad Max, è il prequel/spin-off di Mad Max: Fury Road (2015) incentrato sul personaggio di Furiosa, qui interpretato da Anya Taylor-Joy.

## Trama
L'arco narrativo è suddiviso in cinque atti che vanno a coprire i quindici anni di distanza dagli eventi di Fury Road.

### 1 - Il Polo dell'inaccessibilità
In una Australia post-apocalittica, la giovane Furiosa nota che un gruppo di motociclisti ha scoperto la sua casa nascosta, il Luogo Verde delle Molte Madri, ma nel tentativo di sabotare i loro veicoli viene fatta prigioniera. Sua madre, Mary Jo Bassa, udendo il segnale della figlia, si mette all’inseguimento dei predoni per recuperare Furiosa e proteggere al contempo il Luogo Verde, che rappresenta a tutti gli effetti un’oasi di pace e prosperità tra le lande desolate che ormai ricoprono il mondo. La donna, però, non è in grado di impedire all’unico rapitore rimasto in vita di raggiungere l'accampamento del folle Dementus, Signore della Guerra, e della sua Orda di Motociclisti. Sebbene Furiosa sia in grado di ferire gravemente l'ultimo predone prima che costui possa rivelare la posizione del Luogo Verde, Dementus decide di tenerla prigioniera per tentare di farsi condurre nel posto in seguito. Più tardi nella notte, sfruttando un’imminente tempesta di sabbia, Mary si intrufola nell'accampamento e salva Furiosa, venendo però avvistata ed inseguita da Dementus e dai suoi motociclisti. La donna decide pertanto di rimanere indietro per dare a Furiosa abbastanza tempo per scappare ma dopo essere stata catturata, Furiosa torna indietro, anziché fuggire, solo per essere costretta da Dementus ad assistere all'esecuzione della madre, rendendola così una sua prigioniera.

### 2 - Lezioni dalle Terre Desolate
Successivamente e per puro caso, Dementus e la sua Orda scoprono la Cittadella, un avamposto nelle Terre Desolate che ospita abbondanti quantità di acqua e raccolti. Giunto sul posto, Dementus tenta di incitare una rivolta contro il venerato leader del luogo, Immortan Joe, ma il fanatico esercito di quest’ultimo, i Figli della Guerra, sferra un devastante assalto contro l'Orda di Dementus, il quale è costretto a ritirarsi. In seguito, tuttavia, Dementus riesce con successo a conquistare la vicina Gastown, un avamposto della Cittadella ricco di benzina, ricattando Immortan Joe e minacciando di distruggere Gastown qualora egli non acconsenta a cedergli grandi quantità di cibo e acqua. Immortan Joe acconsente, a patto che il medico Organic Mechanic e Furiosa restino nella Cittadella, in modo da rendere la ragazzina una delle sue mogli. Dementus, seppur contrariato, accetta la proposta. Nella notte, tuttavia, Furiosa fugge, dopo una tentata avance di Rictus, uno dei due figli di Immortan Joe, e decide così di infiltrarsi nella Cittadella come meccanico.

### 3 - La clandestina
Negli anni successivi, Furiosa, ormai intrufolatasi tra i ranghi più alti dei meccanici della Cittadella, partecipa alla supervisione della costruzione di una nuova Blindocisterna, in grado di resistere agli attacchi dei predoni durante il trasporto di rifornimenti ai vicini avamposti di Gastown, controllata da Dementus, e di Bullet Farm, una raffineria di metalli utilizzata per produrre armi e munizioni. Durante il trasporto dei rifornimenti per Bullet Farm, la Blindocisterna, guidata dal Pretoriano Jack, miglior autista della Cittadella, viene attaccata da alcuni razziatori guidati dal luogotenente di Dementus, Octoboss, il quale ha deciso di ribellarsi contro il suo ex-leader a causa della sua sregolatezza; alla fine dell'attacco tutti i Figli della Guerra vengono massacrati, lasciando come unici superstiti Furiosa, infiltratasi nell’autoveicolo per tentare la fuga, e Jack. Furiosa prova a rubare il veicolo per tornare al Luogo Verde, ma viene facilmente messa fuori gioco da Jack, il quale tuttavia, riconoscendo le sue capacità, decide di fare della ragazza il suo secondo in comando.

### 4 - Verso casa
Durante un nuovo giro di rifornimenti, Furiosa incontra nuovamente Dementus, che ha portato Gastown alla rovina, incrinando ulteriormente i suoi già traballanti rapporti con la Cittadella e Bullet Farm. Ormai legata a Jack, Furiosa decide di rivelargli le sue origini e i due si accordano per fuggire verso il Luogo Verde, seguendo la mappa che Furiosa ha disegnato segretamente sul braccio sinistro durante il periodo in cui era prigioniera di Dementus, che può essere letta solo osservando le stelle. Immortan Joe decide di attaccare Gastown a causa della cattiva gestione di Dementus del luogo; ordina quindi a Furiosa e Jack di raccogliere armi e munizioni a Bullet Farm, ma i due cadono in un'imboscata di Dementus, il quale ha conquistato clandestinamente la raffineria e nello scontro che segue, (in cui Bullet Farm viene distrutta) sono costretti ad abbandonare la Blindocisterna per mettersi in salvo e fuggire verso il Luogo Verde. Dementus tuttavia, furioso perché i due da soli sono riusciti a rovinare i suoi piani contro la Cittadella, parte all’inseguimento, riuscendo a raggiungerli e a ferire il braccio sinistro di Furiosa, per poi far ribaltare il veicolo e catturarli. Mentre Jack viene torturato e infine ucciso dai cani di Dementus, Furiosa viene lasciata a guardare la scena dopo essere stata ammanettata al mezzo di Dementus con il braccio sinistro ma riesce a sfruttare un momento di negligenza del suo nemico per amputarsi il braccio e fuggire (rinunciando difatti alla possibilità di tornare a casa) e, sulla strada per la Cittadella, viene avvistata in lontananza da un solitario Max Rockatansky, che si trovava nei paraggi con la sua macchina. Tornata alla Cittadella, Furiosa riesce ad avvisare Immortan Joe che la distruzione di Gastown è in realtà un inganno attuato da Dementus per far convergere le sue forze sull’avamposto, in modo tale da riuscire finalmente ad espugnare la Cittadella. Ha così inizio la guerra tra le forze di Immortan Joe e l’Orda di Dementus.

### 5 - Oltre la vendetta
Dopo aver indossato una protesi meccanica al posto del braccio sinistro, Furiosa parte all’inseguimento di Dementus, fuggito dopo che l’Orda è stata sconfitta dall’esercito di Immortan Joe. Dopo averlo isolato dal resto dei suoi seguaci e ridotto alla disperazione nel deserto, la donna lo disarma e lo cattura, rivelandogli la sua vera identità; nonostante Dementus la schernisca, dicendole che ucciderlo non le darà la pace che cerca, Furiosa compie ugualmente la sua vendetta. Il narratore della storia rivela infine che Furiosa imprigionò Dementus sulla sommità della Cittadella, costringendolo a fare da terreno fertilizzante con il suo corpo ad un albero di pesco che la donna fece germogliare per onorare la madre, grazie ad un seme che quest’ultima le aveva donato prima di morire.
Anni dopo, Furiosa, promossa “Imperatrice” da Immortan Joe, nasconde le cinque mogli del tiranno nella sua nuova Blindocisterna, la notte prima di un'altra corsa di rifornimenti.

## Produzione

### Sviluppo
Il 26 marzo 2020 George Miller ha cominciato a tenere dei provini, attraverso Skype a causa della pandemia di COVID-19, per il ruolo di Furiosa da giovane. La scelta è alla fine ricaduta su Anya Taylor-Joy dopo aver preso visione di una sequenza ancora in fase di montaggio di Ultima notte a Soho ed essere rimasto colpito dalla sua interpretazione: per il suo provino, Taylor-Joy ha portato il celebre monologo di Peter Finch in Quinto potere. È stata pagata 1,8 milioni di dollari per la parte.
Nell'ottobre dello stesso anno il film, intitolato Furiosa, è stato ufficialmente annunciato, con protagonista Taylor-Joy, affiancata da Chris Hemsworth e Yahya Abdul-Mateen II, e diversi membri della troupe di Fury Road di ritorno, come la montatrice Margaret Sixel, lo scenografo Colin Gibson, il fonico di mix Ben Osmo e la truccatrice Lesley Vanderwalt. Nel febbraio del 2021 Junkie XL, che aveva composto le musiche Fury Road, ha confermato il suo ritorno, così come la costumista Jenny Beavan nel giugno seguente. A novembre Abdul-Mateen ha rinunciato al ruolo per altri impegni contrattuali, venendo sostituito da Tom Burke.
Il budget del film è stato di 168 milioni di dollari, in linea con il budget del suo predecessore.

### Riprese

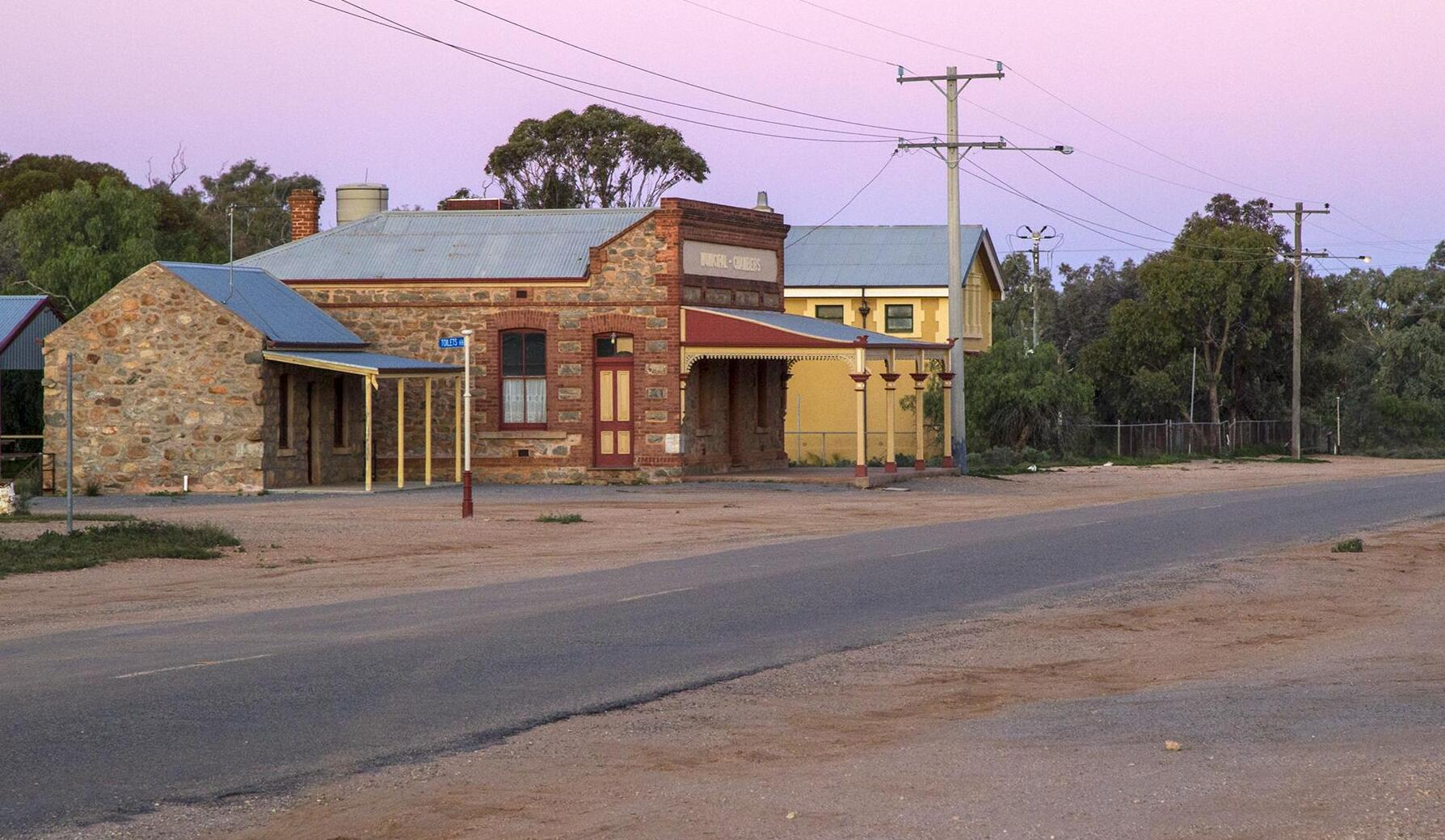
A differenza di Fury Road, il film è stato girato interamente in Australia, tra cui Silverton (nella foto).

Le riprese di seconda unità sono cominciate nel maggio del 2022 in Australia, nel Nuovo Galles del Sud. Ivi la lavorazione è cominciata il 1º giugno 2022, terminando il 28 ottobre 2022.

## Promozione
Il primo trailer del film è stato diffuso in rete il 1º dicembre 2023, dopo essere stato mostrato alla Comic Con Experience di San Paolo il giorno precedente.

## Distribuzione
Il film è stato presentato il 15 maggio 2024 fuori concorso al Festival di Cannes 2024; è stato distribuito nelle sale cinematografiche in Italia a partire dal 23 maggio 2024 e in quelle statunitensi il giorno seguente. La data d'uscita era stata inizialmente fissata per il 23 giugno 2023.

## Accoglienza

### Incassi
Il film si è rivelato un flop al botteghino, incassando 67475791 $ in Nord America e 106300000 $ nel resto del mondo, per un totale di 173775791 $, a fronte di un budget di 168 milioni di dollari. In Italia ha incassato 1720478 € con 244595 presenze.

### Critica
Il film è stato accolto molto positivamente dalla critica. Sull'aggregatore di recensioni Rotten Tomatoes ha ottenuto il 90% dei giudizi professionali positivi, con un voto medio di 7.9 su 10 basato su 418 recensioni, mentre su Metacritic ha un punteggio di 79 su 100 basato su 64 recensioni.
È stato recepito positivamente anche dalla critica cinematografica italiana, con Aldo Spiniello che su Sentieri Selvaggi lo ha definito un film «percorso dal desiderio irresistibile, un po’ infantile, di un ritorno alle origini (...) Ma è, alla fine, con tutte le forze, teso al domani. Incrollabilmente vivo», mentre Antonio Cuomo su Movieplayer.it ha sottolineato l'impatto e la modernità della messa in scena di George Miller.